# Qiang (peuple historique)
Pour les articles homonymes, voir Qiang.
Qiang (chinois : 羌 ; pinyin : Qiāng ; Wade : Ch'iang ou pour l'ancien peuple chinois : 古羌人 ; pinyin : gǔqiāng rén ; litt. « ancien peuple Qiang ») est un nom donné à divers groupes ethniques, durant différentes périodes de la Chine ancienne. Les Qiang historiques sont généralement présumés avoir été des Tibétains-Birmans,,,,, bien qu'il existe d'autres théories.
Les Tangoutes présents sous les dynasties Tang, Song et Yuan, sont peut-être descendants des Qiang.

## Histoire
Le terme « Qiang » apparaît dans le Classique des vers, en référence à Cheng Tang (trad. 1675-1646 av. J.-C.). Ils semblent avoir vécu dans une bande diagonale allant du nord du Shaanxi jusqu'au nord du Henan, un peu au sud de ce qui sera désigné plus tard comme Beidi (en). Ils étaient des ennemis de la dynastie Shang, qui a monté des expéditions contre eux, organisant des captures d'esclaves et des sélections de victimes pour des sacrifices humains. Les prisonniers Qiang étaient spécialisés dans la fabrication d'os oraculaires.
Cette ancienne tribu est tenue pour être l'ancêtre à la fois des Qiangs modernes et du peuple Tibétain. Il reste encore beaucoup de liens ethnologiques et linguistiques entre les Qiang et les Tibétains. La tribu Qiang s'est étendue vers l'Est et a rejoint le peuple Han au cours de son développement historique, tandis que l'autre branche a voyagé vers le sud, traversant les monts Hengduan, pour entrer dans le plateau Yunnan-Guizhou. Certains sont allés encore plus loin, en Birmanie, formant de nombreux groupes ethniques de langues tibéto-birmanes. Même de nos jours, à partir des similitudes linguistiques, leur parenté reste visible. Ils ont formé la culture tibétaine après l'unification du royaume de Tubo. Selon Fei Xiaotong, « Même si le peuple Qiang pourrait ne pas être considéré comme la source principale du peuple tibétain, sans aucun doute ce peuple Qiang a joué un rôle certain dans la formation de l'ethnie tibétaine ».
Selon le Shuowen Jiezi, les Qiang étaient des bergers, établis sur une partie du Xirong. Ils étaient en relation étroite avec la dynastie Zhou, qui provient peut-être elle-même des Rong. Ils sont mentionnées dans le Classique des documents et le Shiji comme l'un des peuples alliés du Roi Wu des Zhou, qui a vaincu les Shang. Christopher I. Beckwith prostule que le mot Qiang puisse avoir une origine étymologique indo-européenne, et que les Qiang étaient des Proto-Indo-Européens à l'origine. Pour ce qui concerne les Qiang de Chine moderne (chinois : 羌 ; pinyin : Qiāng ; Wade : Ch'iang), le sinologue Edwin G. Pulleyblank a reconstruit le chinois archaïque *klaŋ, que Beckwith compare au mot tokharien klānk, qui signifie « monter à cheval, aller en voiture », tout comme « monter et chasser à partir d'un char », de sorte que le mot « Qiang » pourrait en fait signifier « aurige ». Il a été suggéré que le clan de Jiang Yuan, la mère de Houji, figure des légendes et de la mythologie chinoise, ancêtre de la dynastie des Zhou, soit peut-être liée aux Qiang,. Certains de ces groupes ont été nommés « Cheval-Qiang » ou « un grand nombre de chevaux-Qiang » (Ma Qiang ou Duo Ma Qiang), ce qui suggère qu'ils peuvent avoir été des éleveurs de chevaux. L'expansion Qiang n'a pas été stoppée efficacement jusqu'à l'avènement de l'État de Qin.
Au cours de la dynastie Han, un groupe de nomades du sud-ouest de Dunhuang a été nommé les Chuo Qiang (chinois traditionnel : 婼羌). Ils ont été décrits dans le Livre des Han comme un peuple qui se déplace avec son bétail à la recherche d'eau et de pâturages, fabrique des armes militaires lui-même à l'aide de fer extrait de la montagne, et possède des arcs, des lances, des manches de couteaux, des épées et des armures. Dans le Weilüe, d'autres tribus Qiang ont été nommées "Oignon brun", "Cheval blanc", et "Bœuf jaune". Les diverses tribus Qiang ont formé une confédération contre les Han, mais ont été vaincues.
Plus tard sous la dynastie Han, des groupes de personnes établies dans la partie Ouest du Sichuan ont été mentionnés dans le Livre des Han postérieurs comme des branches distinctes des Qiang. Une chanson traditionnelle d'un de ces groupes, la tribu du « Loup blanc », a été transcrite en caractères chinois avec traduction en chinois, et la langue a depuis été identifiée comme une langue tibéto-birmane. 
Un chef Qiang, Yao Chang, a fondé le royaume Qin tardif uni (384-417) durant la période des Seize Royaumes.